# تان بین، بن تره
تان بین، بن تره (به لاتین: Tân Bình, Bến Tre) یک منطقهٔ مسکونی در ویتنام است که در استان بن تر واقع شده‌است.

## خصوصیات
تان بین ۹٫۹۴ کیلومترمربع مساحت و ۸٬۴۹۳ نفر جمعیت دارد.